# Мадридська фондова біржа
Мадридська фондова біржа (ісп. Bolsa de Madrid) (ісп. вимова: [bolsa ðe ˈmaðɾið]) - найбільша з чотирьох регіональних фондових бірж Іспанії (інші розташовані в Барселоні, Валенсії та Більбао), яка торгує акціями, конвертованими облігаціями та цінними паперами з фіксованим доходом, а також борговими зобов'язаннями як державного, так і приватного сектора. Мадридська фондова біржа належить компанії Bolsas y Mercados Españoles.

## Структура та операції
Фінансовий ринок Іспанії включає біржі, ринки деривативів та ринки цінних паперів з фіксованою дохідністю. Торгівля здійснюється через електронну Іспанську систему взаємозв'язку фондових ринків ісп. Sistema de Interconexión Bursátil Español (SIBE), яка обробляє понад 90% транзакцій; всі активи з фіксованим доходом торгуються через SIBE.
Загальний індекс Мадридської фондової біржі (IGBM) є основним індексом біржі і представляє сектори будівництва, фінансових послуг, зв'язку, споживчих товарів, капіталу/проміжних товарів, енергетики та ринкових послуг. Індекс IBEX 35 - це зважений за капіталізацією індекс, що включає 35 найбільш ліквідних іспанських акцій, і є бенчмарком біржі. Мадридська фондова біржа також пропонує для європейського ринку індекс акцій Латинської Америки FTSE-Latibex. Індекс Ibex Nuevo Mercado для технологійних компаній працював з 2000 по 2007 рік.
Розрахунки проводяться за схемою Т+3. Торги на SIBE проводяться з 9:00 до 17:30, відкриті торги з 10:00 до 11:30 з понеділка по п'ятницю.